# إيرل كولينز
إيرل كولينز هو سياسي كندي، ولد في 3 سبتمبر 1895، وتوفي في 1958.